# 승우아빠
승우아빠(본명: 목진화, 1985년 5월 25일~)는 요리를 주로 하는 한국계 캐나다인의 유튜버이자 트위치 스트리머이다. 소속사는 샌드박스 네트워크로 2023년 12월 기준 구독자 수는 145만명이다.
한때 에드워드 권 셰프 사단 소속으로 근무하기도 했었다. 또한 어릴 때 이민으로 인하여 한국 국적이 아닌 캐나다 국적을 소지하고 있다. 2022년 1월에는 서울 강남구에 승우아빠가 직접 운영하는 레스토랑인 '키친 마이야르'를 오픈하였다.

## 콘텐츠
채널 총 4개를 운영 중이다.
- 승우아빠: 요리와 관련된 영상들을 위주로 올리는 채널이다.
- 승우아빠 일상채널: 토크, 게스트 초대, 마트 뉴스, 제품 리뷰, 출연한 프로그램 다시 보기 등을 올린다. 일명 보라색 채널. 당초 설립 목적은 속된 말로 "짬통" 처리용 채널이었으나, 조회수가 잘 나오기 시작하면서 그에 따라 채널 운영 기조가 초창기와는 많이 바뀌었고 진짜 짬통 처리는 하술할 이상 채널이 맡게 됐다.
- 승우아빠 이상채널: 원래 철원에 촬영하는 컨텐츠를 올리기 위해 만들었던 채널이었다. 하지만 철원을 왔다갔다 하기가 힘들어서 어느 순간 접었고 이후엔 간간히 유튜브 쇼츠 영상을 올렸었지만 이것 역시 2021년 9월 10일 극한의 어니언링 (feat.밴)[5] 이후 영상 업로드가 되고 있지 않았다. 그러다 2022년 3월 중하순에 이상 채널이 구독자 10만을 달성한 것을 계기로 이상 채널 개편을 선언했고 채널 운영을 위해 기존의 편집자 한명이 이상 채널을 담당한다고 한다. 우선, 트위치에서 방송한 영상은 종류(요리, 게임, 야방 등 전부)를 가리지 않고 풀 영상으로 올라갈 예정이며 그 중에는 본인의 판단 실수로 저장하지 않았던 페이커와의 합방 풀 영상도 포함된다고 언급했다.
- 진화아들: 말 그대로 아들인 승우와 게임을 하거나 같이 놀거나 하는 영상이 올라오는 진정한 의미의 일상 채널. 원래는 승우랑 트위치를 켜놓고 놀아주던 풀영상을 업로드했지만, 2022년 3월 프로필 사진을 바꾸면서 일상채널식으로 편집된 영상이 올라오고 있다.

## 논란 및 사건사고

### XBOX 젠가 논란
2020년 말 마이크로소프트에서 선물로 보낸 XBOX 젠가를 "만우절이 아닌데... 뭐하는 짓이야 이거?" 라면서 책상 아래로 밀쳐 떨어트리는 장면이 논란이 되었다. 해당 영상은 2021년 1월 초에 업로드 되었는데 이 젠가의 정체가 Xbox Game Pass 얼티밋 이용권 코드가 동봉된 젠가라는 사실이 드러났다. 이러한 사실을 미루더라도 해당 장면이 논란이 된 이유는 선물로 준 걸 장난 치냐며 던진 행동은 예의에 어긋나는 행동이기에 논란이 된 것이다. 더군다나 일반 젠가도 아니었다는 사실은 덤이다.
승우아빠 측에선 영상의 해당 장면을 편집해 없앴지만 미국의 토론 웹사이트인 레딧에서 해당 장면을 박제하면서 국내는 물론 국외에서도 해당 사실이 공론화 되었다.
시간이 흐른 후 단군의 골방토크에서 당시의 이 사건을 해명했다.
국내에서는 XBOX가 크게 흥행하지 못하는 콘솔이다 보니 사건 당시에는 이 논란에 대한 반응 역시 '제대로 명시하지 않은 마소의 잘못이다.' '장난성일지라도 선물을 방송에서 패대기 치고 그걸 유튜브로 편집해 올릴 생각을 한 승우아빠 잘못이다.' 정도로 그쳤고 엑스박스 팬층 내에서도 의견이 갈리는 모습을 보였다. 그러나 2023년에 인성 문제/폭언으로 논란이 수차례 터지면서 이 사건도 재조명되었다.

## 여담
- 슬하에 자녀가 둘이 있으며, 첫째는 채널 이름대로 '목승우'이나 정작 족보에는 등재되어 있지 않다.[15][16] 2016년 2월 24일생으로 보이며 승우가 태어난 계기로 본인의 기존 성격이 바뀌었다고 언급하는 등 승우를 소중하게 여기고 있다. 방송에서는 갤주님으로 불리며 21년 2월에 진화아들이라는 개인 채널을 개설했다. 2022년 6월 21일에 승우의 동생이자 둘째가 태어났으며 승우아빠가 팬카페에 사진을 올렸다.[17] 둘째 역시 아들이며 당시 이름은 3개의 후보 중에서 고민중이었다.[18] 시청자들이 다수결로 뽑은 이름은 우재. 이를 본 승우아빠는 만약 이걸로 결정된다면 닉네임을 안바꿔도 되겠다고 한다. 승(우)ㆍ우(재)아빠로 닉네임의 설명을 고치면 되니. 결국 우재로 결정되었다. 참고로 아내의 별명은 내무부장관.
- 요리를 자주 망치거나 손에 잡히는 물건마다 성하지가 않아서 파괴왕 타이틀도 가지고 있다.